# Dorf Mølle
Dorf Mølle is een windmolen en een watermolen 6 km ten noorden van de Deense plaats Dronninglund, in het gebied Vendsyssel.
De bijhorende tuin met gebouwen is in gebruik als een museum.